# Parveen Kumar

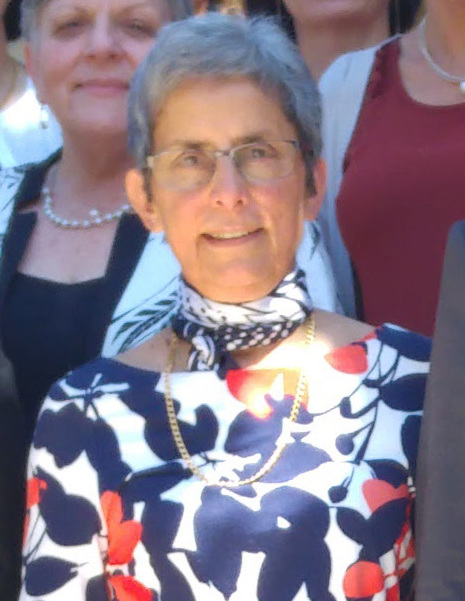
Parveen Kumar, 2017

Dame Parveen June Kumar DBE (* 1. Juni 1942 in Lahore, Britisch-Indien) ist eine britisch-indische Medizinerin und Hochschullehrerin. Sie ist emeritierte Professorin für Medizin und Pädagogik am St Bartholomew’s Hospital (Barts) und The London School of Medicine and Dentistry der Queen Mary University of London. Sie ist die dritte Frau indischer Herkunft, die als Dame Commander des Order of the British Empire ausgezeichnet wurde.

## Leben und Werk
Kumar floh nach der Teilung Indiens im Jahr 1947 mit ihrer Mutter und zwei Brüdern aus Lahore. Sie lebten als Flüchtlinge in Delhi, bevor sie zu ihrem Vater nach China zogen, wo dieser für die Vereinten Nationen arbeitete. Nur wenige Jahre später war die Familie durch die Chinesische Revolution gezwungen, nach Delhi zurückzukehren. Da ihr Vater seine Sehkraft verlor, unterrichtete ihre Mutter an der Lawrence School Sanawar, wo Kumar als Schülerin eingeschrieben war.
Kumar studierte Medizin zu an der St. Bartholomew’s Hospital Medical School in London (Barts). Nach ihrem Abschluss im Jahr 1966 wählte sie Gastroenterologie zu ihrem Fachgebiet und wurde 1982 eine der ersten weiblichen Fachärztinnen am Barts. Sie wurde gebeten dem Gastroenterologie-Team von Barts beizutreten, dem Sir Anthony Dawson, der damalige Arzt der Königin, und Michael Clark angehörten. Ihr Hauptforschungsinteresse und ihre Veröffentlichungen galten Dünndarmerkrankungen, insbesondere Zöliakie. Sie war gewähltes Ratsmitglied der British Society of Gastroenterology.
2010 wurde Kumar Präsidentin der Royal Society of Medicine. Im selben Jahr leitete sie eine rein weibliche Delegation nach Liberia, um nach Möglichkeiten zu suchen, die hohe Müttersterblichkeitsrate des Landes zu verringern. Sie war Präsidentin der British Medical Association, der Medical Women’s Federation, des Royal Medical Benevolent Fund und Vizepräsidentin des Royal College of Physicians. Sie war Vorsitzende der Medicines Commission UK und Gründungsdirektorin des National Institute of Clinical Excellence (NICE).

## Auszeichnungen (Auswahl)
- 1999: erhielt sie als erste die Auszeichnung „Asian Woman of the Year“
- 2000: Commander des Order of the British Empire (CBE)
- 2017: Dame Commander des Order of the British Empire (DBE)
- 2019: BMJ-Award[7][8]

## Veröffentlichungen (Auswahl)
- mit Michael L Clark: Clinical Medicine. W B Saunders Co Ltd, 2016, ISBN 978-0-7020-6601-6.